# Закон об авторском праве в цифровую эпоху

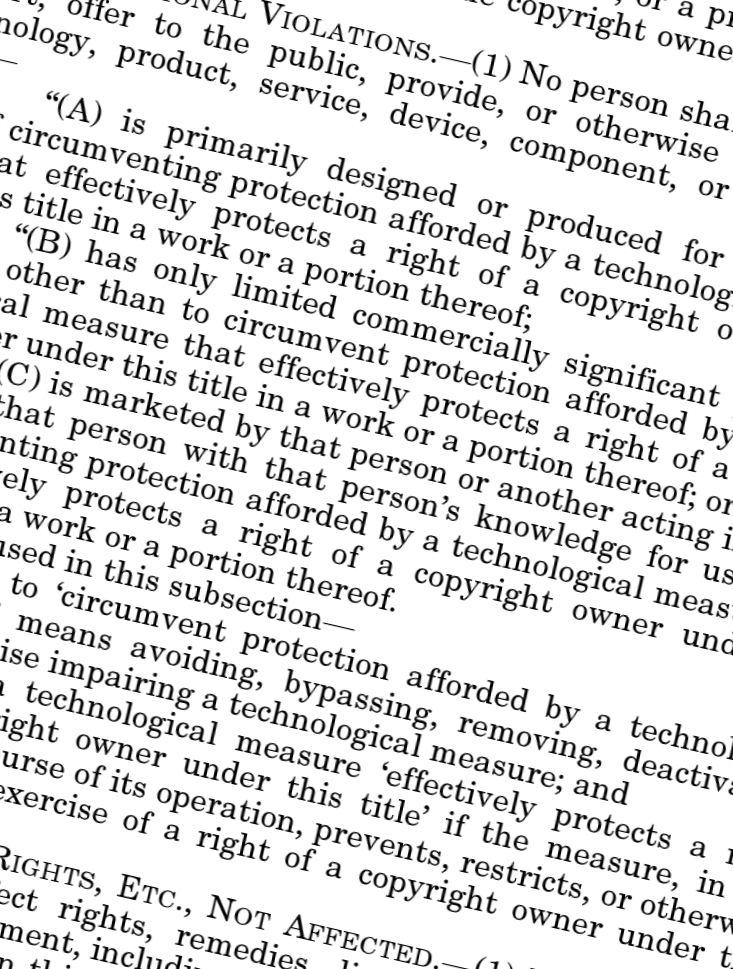
Фрагмент закона об авторском праве

DMCA (англ. Digital Millennium Copyright Act — Закон об авторском праве в цифровую эпоху) — закон, дополняющий законодательство США в области авторского права директивами, учитывающими современные технические достижения в области копирования и распространения информации.
Выводит за пределы правового поля не только непосредственное нарушение авторских прав путём копирования, но и производство и распространение технологий, позволяющих обходить технические средства защиты авторских прав (вплоть до невозможности добросовестного использования). Акт ужесточает ответственность за нарушение авторских прав с помощью Интернета, в то же время защищая провайдеров от ответственности за действия пользователей.
Разработан в целях имплементации соглашений ВОИС «Об авторском праве» и «по исполнениям и фонограммам»; 14 мая 1998 года единогласно принят Сенатом США и подписан президентом Клинтоном 28 октября того же года.
В Европейском союзе действует во многом аналогичная Директива ЕС об авторском праве (англ. EUCD, European Union Copyright Directive).

## Использование DMCA для защиты авторских прав (на примере Google)
Нарушающие авторские права страницы сайта или весь сайт можно удалить из результатов поиска системы Google путём отправки заявления.
Уведомление Google может отправляться в письменной форме с соблюдением требований раздела 512(c)(3) DMCA, при этом поисковая система разработала рекомендуемый формат заявления, который соответствует требованиям Закона.
В заявлении указываются:
1. произведения, авторские права на которые нарушаются;
2. материал веб-сайта, который нарушает авторские права;
3. поисковые запросы, по которым Google ссылается на страницы, нарушающие авторские права, а также URL-адреса таких страниц в поисковой выдаче;
4. имя/наименование и контактные данные заявителя;
5. информация о средствах связи с собственником сайта, чьи материалы нарушают авторские права;
6. подтверждение добросовестности заявления;
7. обязательным является наличие подписи под заявлением
8. физическую или электронную подпись лица уполномоченного от владельца авторского права.

После получения жалобы, соответствующей требованиям, Google обязан оперативно удалить материал или доступ к нему (поисковая система блокирует доступ к страницам из веб-поиска) и сразу же уведомить об этом лицо, к чьим материалам был ограничен доступ. В результате удаления доступа к странице из поиска вместо неё Google будет показывать уведомление о том, что доступ к странице был удален из-за нарушения авторских прав.
Точных сроков для указанных действий не предусматривает ни DMCA, ни процедуры Google. Если же полученное заявление содержит пункты 2, 3, 4, но при этом не соответствует остальным требованиям, заявителю окажут помощь в отправке корректного уведомления.

## Известные судебные дела
Одним из первых судебных дел по нарушению DMCA было дело Соединённые Штаты Америки против «Элкомсофта». В июле 2001 года Скляров был задержан ФБР по обвинению в нарушении защиты формата файла электронных документов фирмы Adobe. Позже он был выпущен под залог. 17 декабря 2002 года, после двухнедельных судебных слушаний, был признан судом присяжных города Сан-Хосе невиновным в инкриминированном ему преступлении.